# NGC 1154
NGC 1154 (również PGC 11221) – galaktyka spiralna (Sc), znajdująca się w gwiazdozbiorze Erydanu. Odkrył ją Édouard Jean-Marie Stephan 15 grudnia 1876 roku.
W galaktyce tej zaobserwowano supernową SN 2011jp.